# Hebe pauciramosa
Hebe pauciramosa é uma espécie de planta do gênero Hebe. Originária das montanhas da Nova Zelândia, planta arbustiva, tem cerca de 50 centímetros de altura.